# Jonas Van Genechten
Pour les articles homonymes, voir Van Genechten.
Jonas Van Genechten est un coureur cycliste belge (né le 16 septembre 1986 à Lobbes), professionnel de 2011 à 2021.

## Biographie
Jonas Van Genechten est né le 16 septembre 1986 à Lobbes. Il débute assez tôt le cyclisme et ne tarde pas à se faire remarquer. Il intègre en 2007 l'équipe continentale Storez-Ledecq Matériaux, puis en 2008 Groupe Gobert.com. Il bénéficie d'un contrat Roseta, qui lui permet d'être rémunéré par la Communauté française. En 2008, il remporte une première fois le championnat de Wallonie sur route. Il gagne également Hasselt-Spa-Hasselt, manche de la Topcompétition U27, et se classe troisième de la Course des raisins.
En 2009 et 2010, il court pour l'équipe Verandas Willems. Il est champion de Wallonie les deux années. Il se classe sixième de la Topcompétition U27 2009 et en remporte la deuxième manche, Zellik-Galmaarden. 
En 2011, il part dans l'équipe Wallonie Bruxelles-Crédit agricole, où il devient coureur professionnel. En début de saison, il se classe cinquième de Kuurne-Bruxelles-Kuurne et septième de la Flèche flamande. Il remporte Gand-Ypres, première manche de la Topcompétition, qui figure également au calendrier de l'UCI Europe Tour.
En 2012, il est recruté par l'équipe World Tour Lotto-Belisol. Troisième du Grand Prix Pino Cerami cette année-là, il gagne cette course en 2013. 
En 2014, il est à nouveau sur le podium du Grand Prix Pino Cerami et gagne une étape du Tour de Pologne, course du calendrier World Tour. En fin de saison, il signe un contrat en faveur de l'équipe continentale professionnelle IAM où il rejoint les Français Sylvain Chavanel et Jérôme Pineau.
La saison cycliste 2015 lui permet de s'adjuger la quatrième étape du Tour de Wallonie et la deuxième de l'Eurométropole Tour.
Au mois de septembre 2016, il signe un contrat avec l'équipe continentale professionnelle française Cofidis.
Au mois d'août 2017 il s'engage avec la nouvelle équipe continentale professionnelle créée par Jérôme Pineau.
Il met un terme à sa carrière en fin d'année 2021. Prévoyant de le faire à l'issue de Binche-Chimay-Binche, il chute lors de sa course précédente, Paris-Roubaix, ce qui le contraint à l'abandon et le blesse à une rotule. Il arrête sa carrière sur cet abandon.

## Palmarès et classements mondiaux

### Palmarès
- 2007
  - 1re étape du Tour du Haut-Anjou
- 2008
  - Champion de Wallonie sur route
  - Hasselt-Spa-Hasselt
  - 2e de la Course des raisins
- 2009
  - Champion de Wallonie sur route
  - Zellik-Galmaarden
- 2010
  - Champion de Wallonie sur route
  - 2e de la Flèche de Gooik
  - 3e du Grand Prix de la ville de Zottegem
- 2011
  - Course des chats
  - 2e du Grand Prix de la ville de Geel
- 2012
  - 3e du Grand Prix Pino Cerami
- 2013
  - Grand Prix Pino Cerami
- 2014
  - Gullegem Koerse
  - 4e étape du Tour de Pologne
  - Course des raisins
  - Grand Prix de Fourmies
  - 2e du Grand Prix Pino Cerami
  - 3e du Championnat des Flandres
  - 3e du Prix national de clôture
- 2015
  - 4e étape du Tour de Wallonie
  - 2e étape de l'Eurométropole Tour
- 2016
  - 7e étape du Tour d'Espagne
  - 3e de Paris-Tours
- 2017
  - 2e du Trofeo Porreres-Felanitx-Ses Salines-Campos
- 2018
  - Circuit du Houtland
  - 2e du Grand Prix Jef Scherens
- 2019
  - 7e des Trois Jours de Bruges-La Panne

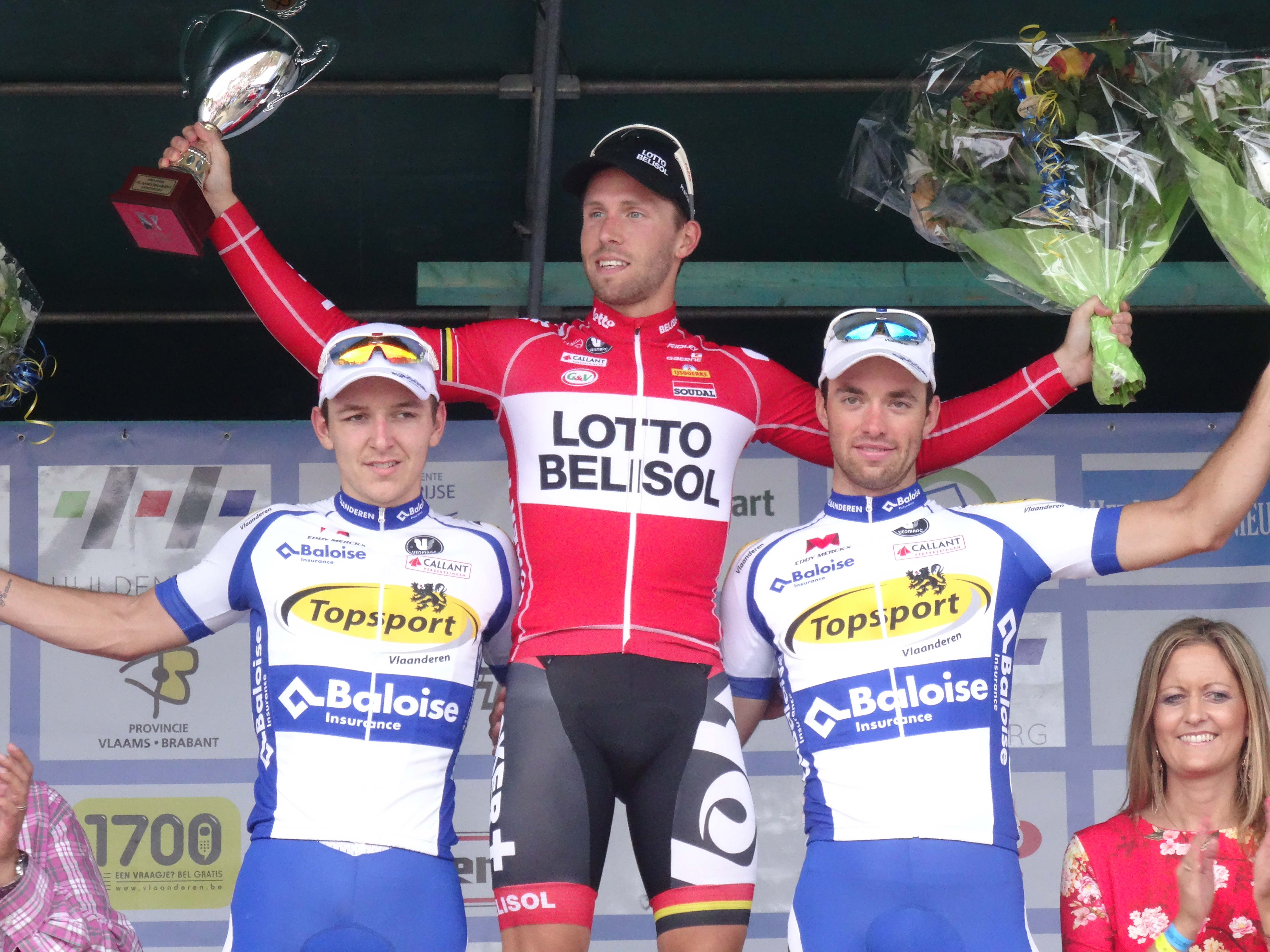
Podium de l'édition 2014 de la Course des raisins : Jasper De Buyst (2e), Jonas Van Genechten (1er) et Tom Van Asbroeck (3e).
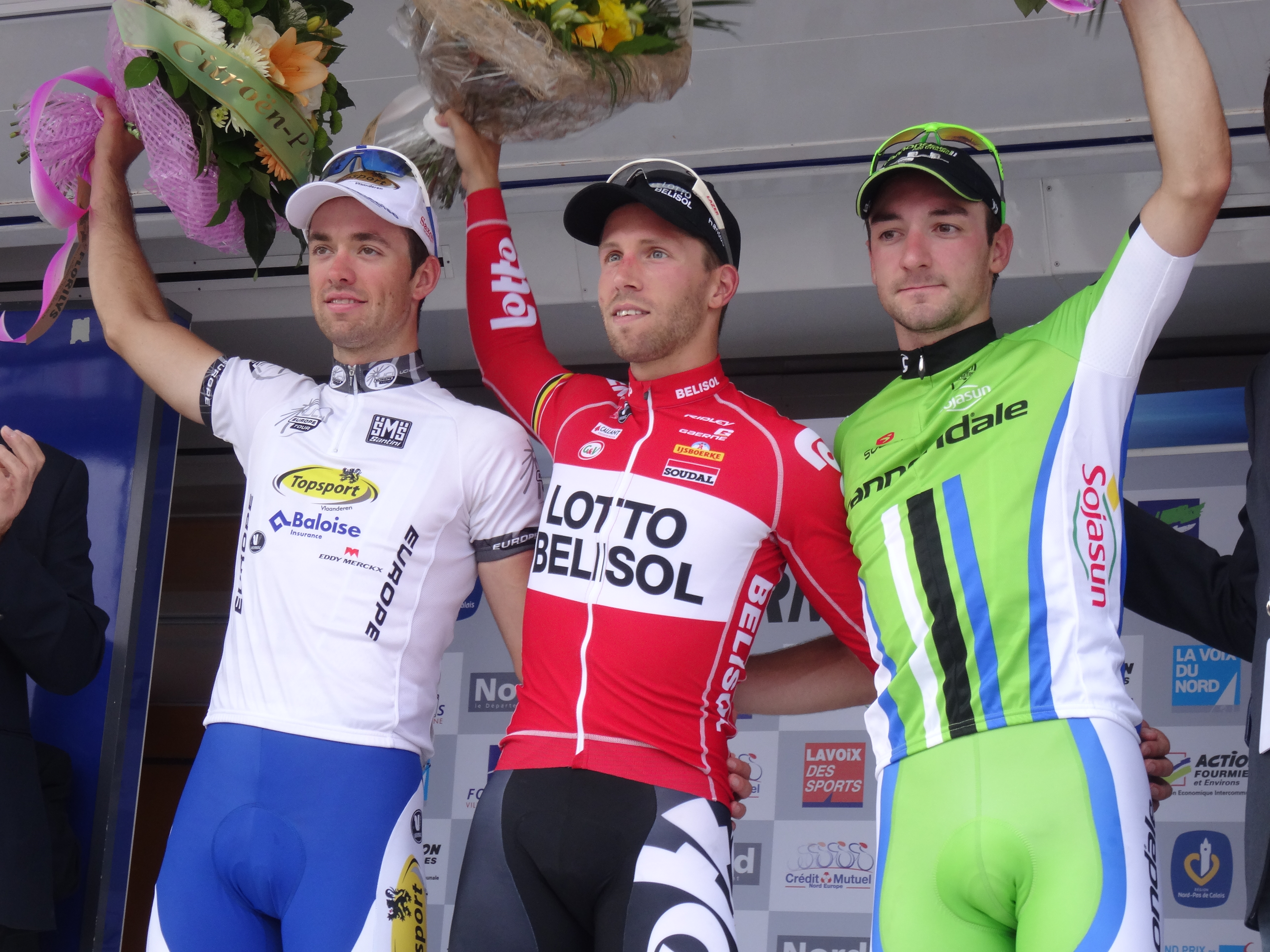
Podium de l'édition 2014 du Grand Prix de Fourmies : Tom Van Asbroeck (2e), Jonas Van Genechten (1er) et Elia Viviani (3e).
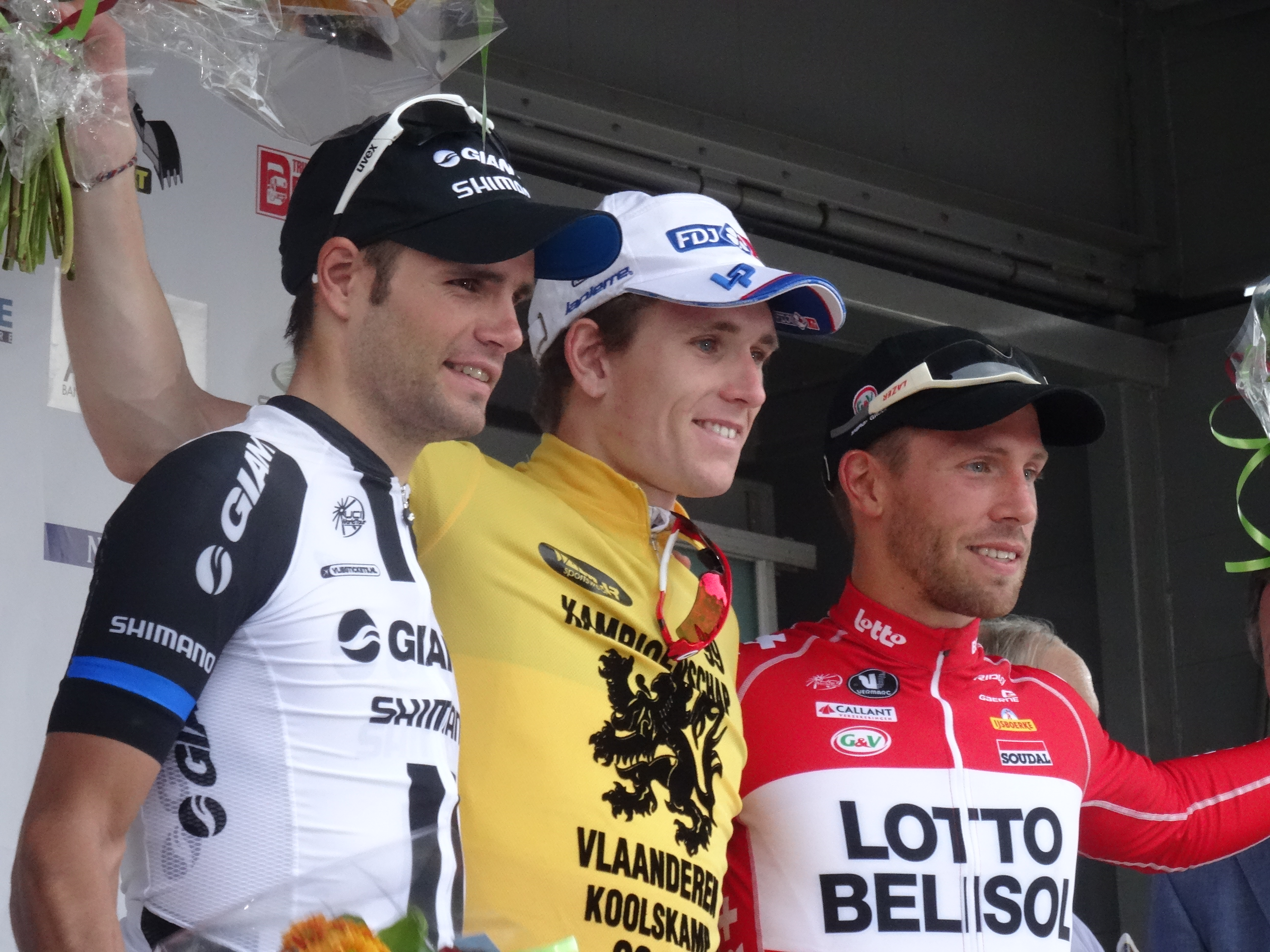
Podium de l'édition 2014 du Championnat des Flandres : Luka Mezgec (2e), Arnaud Démare (1er) et Jonas Van Genechten (3e).
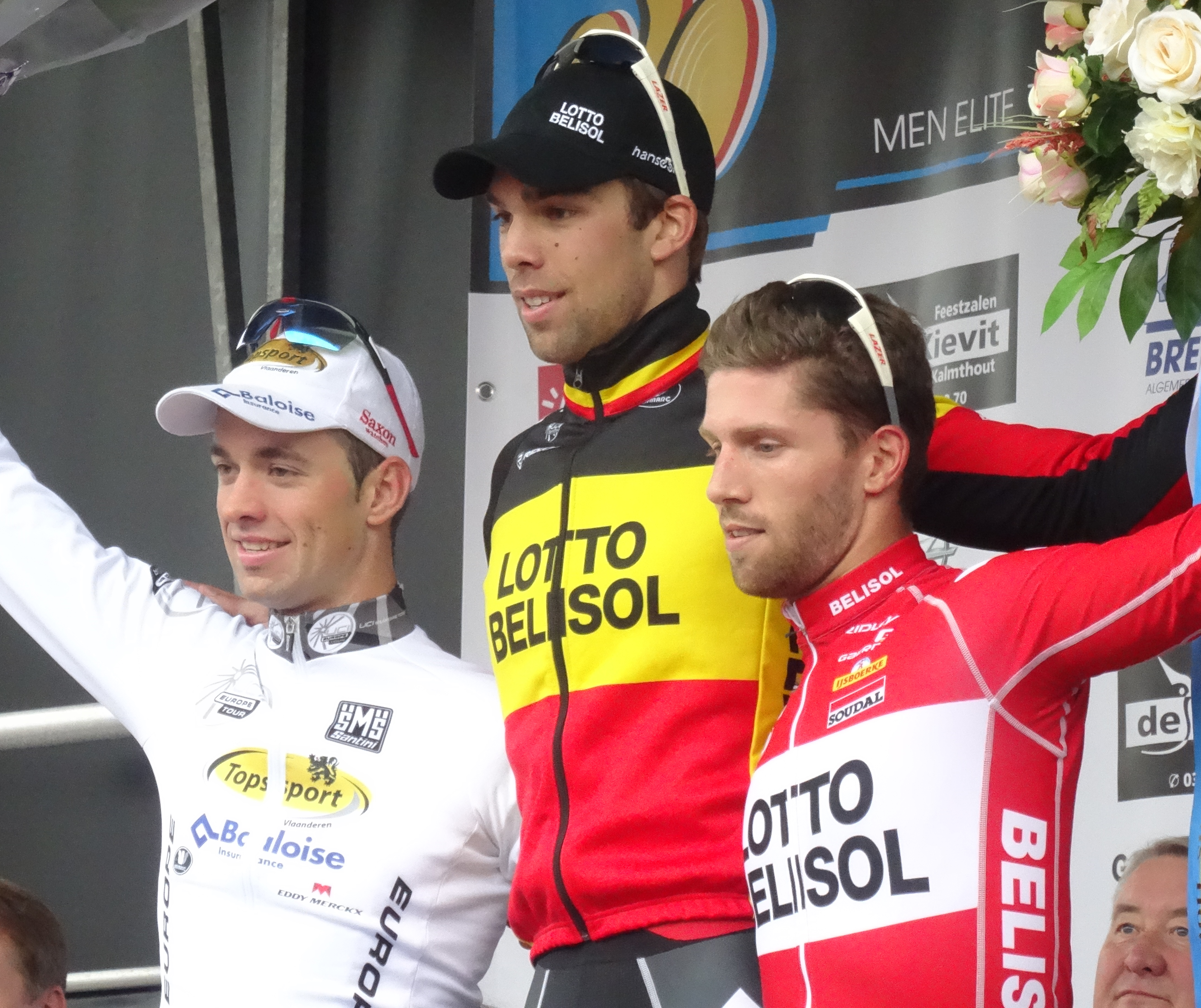
Podium de l'édition 2014 du Prix national de clôture : Tom Van Asbroeck (2e), Jens Debusschere (1er) et Jonas Van Genechten (3e).

### Résultats sur les grands tours

#### Tour d'Espagne
2 participations
- 2016 : 144e, vainqueur de la 7e étape
- 2017 : abandon (7e étape)

### Classements mondiaux
| Année                                 | 2007 | 2008 | 2009 | 2010 | 2011 | 2012 | 2013 | 2014 | 2015 | 2016 | 2017 | 2018 | 2019 |
| ------------------------------------- | ---- | ---- | ---- | ---- | ---- | ---- | ---- | ---- | ---- | ---- | ---- | ---- | ---- |
| UCI World Tour                        |      |      |      |      |      | nc   | nc   | 161e | 172e | 126e | nc   | nc   |      |
| Classement mondial                    |      |      |      |      |      |      |      |      |      | 172e | 337e | 246e | 346e |
| UCI Europe Tour                       | 819e | 207e | 666e | 215e | 88e  |      |      |      |      | 107e | 187e | 105e | 280e |
|                                       |      |      |      |      |      |      |      |      |      |      |      |      |      |
| Légende : nc = non classéSource : UCI |      |      |      |      |      |      |      |      |      |      |      |      |      |